# Trachypoma macracanthus
Espèce
Trachypoma macracanthus est une espèce de poissons de la famille des Serranidae, la seule de son genre Trachypoma.